# ديل لاتيتيود
ديل لاتيتيود (بالإنجليزية: Dell Latitude) هو سلسة من أجهزة الكمبيوتر المحمولة التي تنتجها وتبيعها شركة ديل الأمريكية. توجه هذه السلسة بشكل خاص لقطاع الأعمال، بما في ذلك الشركات والمؤسسات الصحية والحكومية، إضافة إلى سوق التعليم.
أعلنت شركة ديل في يناير 2025 عن خطتها لإيقاف استخدام العلامات التجارية لاتيتيود وXPS وInspiron، ودمج منتجاتها تحت علامة تجارية واحدة تحمل اسم "Dell (ديل)". تهدف هذه الخطوة إلى التركيز على تقديم أجهزة كمبيوتر شخصية من الجيل التالي المعززة بتقنيات الذكاء الاصطناعي.
تجدر الإشارة إلى أن شركات أخرى مثل HP (إتش بي) قامت بخطوات مشابهة، حيث أعلنت في مايو 2024 عن تقاعد علاماتها التجارية الأخرى (مثل بافيليون وسبكترا)، لصالح علامة تجارية موحدة باسم أومني مخصصة لأجهزة الكمبيوتر الشخصية المدعومة بالذكاء الاصطناعي.

## الطرازات

### تصنيفات طرازات ديل لاتيتيود
تتوفر أجهزة لاتيتيود في أربع سلاسل رئيسية هي: 3000، 5000، 7000، و9000. يتم تصميم كل سلسلة لتلبية احتياجات معينة للسوق، حيث:
1. سلسلة 3000:
  - موجهة لتكون منخفضة التكلفة، وتستهدف سوق التعليم والشركات الصغيرة.
2. سلسلة 5000:
  - تعد سلسلة متوسطة المدى وتُستهدف الشركات التي تحتاج إلى أداء جيد مع ميزانية معقولة.
  - تشمل هذه السلسلة نموذجًا عالي الأداء ينتهي بتسمية تحتوي على الرقم 1، مثل لاتيتيود 5510، وتُزود بمعالجات ذات TDP أعلى (45 واط)، رسومات منفصلة، و وحدات تخزين SSD NVMe.
  - في الماضي، كانت سلسلة 6000 هي الأعلى، ولكن تم استبدالها بـ سلسلة 7.
3. سلسلة 7000:
  - تضم أجهزة Ultrabook المتطورة التي تم تقديمها في عام 2014 مع طرازات لاتيتيود E7440 و E7240.
  - هذه السلسلة استبدلت سلسلة 6000 السابقة، وتستهدف الأعمال التي تحتاج إلى أجهزة خفيفة الوزن مع أداء قوي.
4. سلسلة 9000:
  - تم تقديمها في عام 2020 كسلسلة أكثر تطورًا من سلسلة 7000، وتوفر أعلى مستويات الأداء والابتكار.